# Nagycenk
Nagycenk (deutsch Großzinkendorf oder Zinkendorf) ist eine ungarische Großgemeinde im Kreis Sopron im Komitat Győr-Moson-Sopron. Die Gemeinde vertritt Ungarn in der European Charter – Villages of Europe, eine Gruppe ländlicher Gemeinden aus allen 28 EU-Ländern.

## Geografie
Die Großgemeinde Nagycenk liegt im Westen Ungarns unmittelbar an der Grenze zu Österreich, südlich des Neusiedlersees, gegenüber der burgenländischen Ortschaft Deutschkreutz. Die Großgemeinde besteht bis heute aus zwei Teilen, die baulich und durch den Bach Ikva getrennt sind: Kiscenk (Kleinzinkendorf) und Nagycenk. Von der Großgemeinde liegt nordwestlich Kópháza, nördlich Fertőboz, nordöstlich Hidegség, östlich Pereszteg und südöstlich Sopronkövesd.

## Geschichte
Bei Ausgrabungen wurden Überreste aus der Hallstattzeit, sowie Gräber aus der Römer- und der Awarenzeit. gefunden. Der Ort wurde 1291 erstmals erwähnt und war lange geprägt durch die Familien reicher Großgrundbesitzer wie der Széchenyi. Das barocke Herrenhaus der Familie von 1759 ließ István Széchenyi 1834–40 im neoklassizistischen Stil zum Schloss umbauen.
Kiscenk und Nagycenk waren lange Zeit zwei selbstständige Gemeinden, bis sie am 1. Oktober 1893 verwaltungsmäßig vereinigt wurden.
Bei der Volksabstimmung 1921 im Burgenland stimmte die im Gegensatz zu den Nachbardörfern mehrheitlich magyarische Bevölkerung geschlossen für den Verbleib des Gebietes von Sopron bei Ungarn.
Gegen Ende des Zweiten Weltkrieges, kurz vor dem Einmarsch der Roten Armee, ermordete die SS in Nagycenk hunderte inhaftierte Juden, die anschließend vergraben wurden.
Die Gemeinde und das Gut gehörte bis 1945 der Familie Széchenyi.

## Städtepartnerschaften
- Deutschkreutz, Österreich

## Kultur und Sehenswürdigkeiten
- Schloss Széchenyi mit dem István Széchenyi-Gedenkmuseum (seit 2002 Welt-Kulturerbe)[1]
- Széchenyi-Museumsbahn
- Széchenyi-Mausoleum
- Széchenyi-Statue
- Neoromanische römisch-katholische Stephanskirche, erbaut 1864 nach Plänen von Miklós Ybl, benannt nach dem König und Heiligen Stephan I.
- Lindenallee, gepflanzt in 1754 von Antal Széchenyi und seiner Frau Zsuzsanna Barkóczy

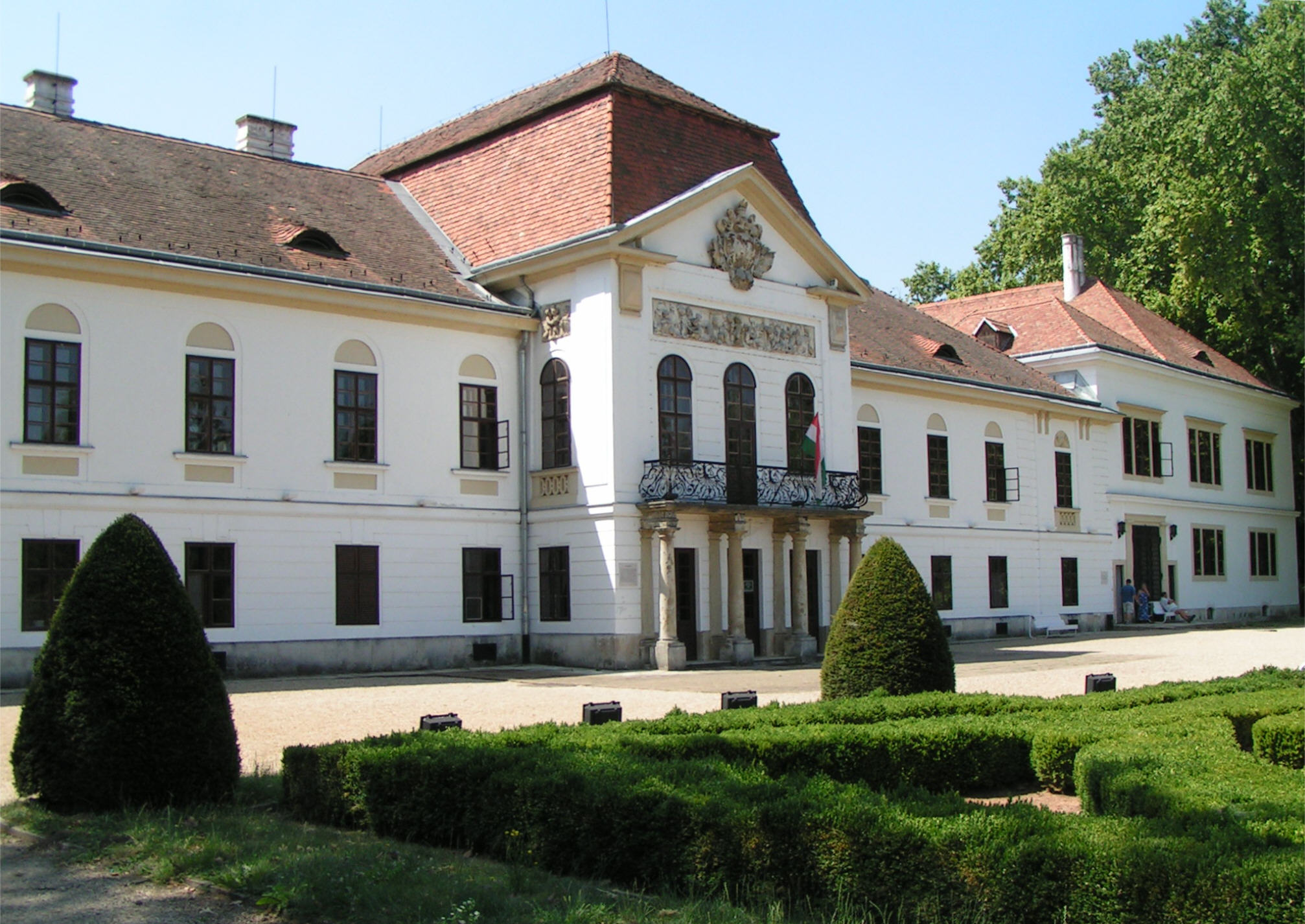
Schloss Széchenyi

- Christophorus-Denkmal

## Verkehr
Nagycenk ist Kreuzungspunkt der Hauptstraßen Nr. 85 (in Richtung Budapest) und Nr. 84 (zum Plattensee). Der Ort ist angebunden an die Raab-Oedenburg-Ebenfurter Eisenbahn.

## Bildung und Sport
Es gibt einen Kindergarten und eine Grundschule.
1991 wurde anlässlich der 100-jährige Vereinigung der zwei Gemeinden eine Turnhalle eröffnet. Etwas außerhalb des Ortes liegt eine Motocross- und Enduro-Strecke, auf der auch regelmäßige Meisterschaften stattfinden.

## Medien
Die Großgemeinde hat ein eigenes, monatlich erscheindes Informationsblatt namens Cenki Híradó.

## Söhne und Töchter der Stadt
- István Széchenyi (1791–1860), Politiker und Unternehmer

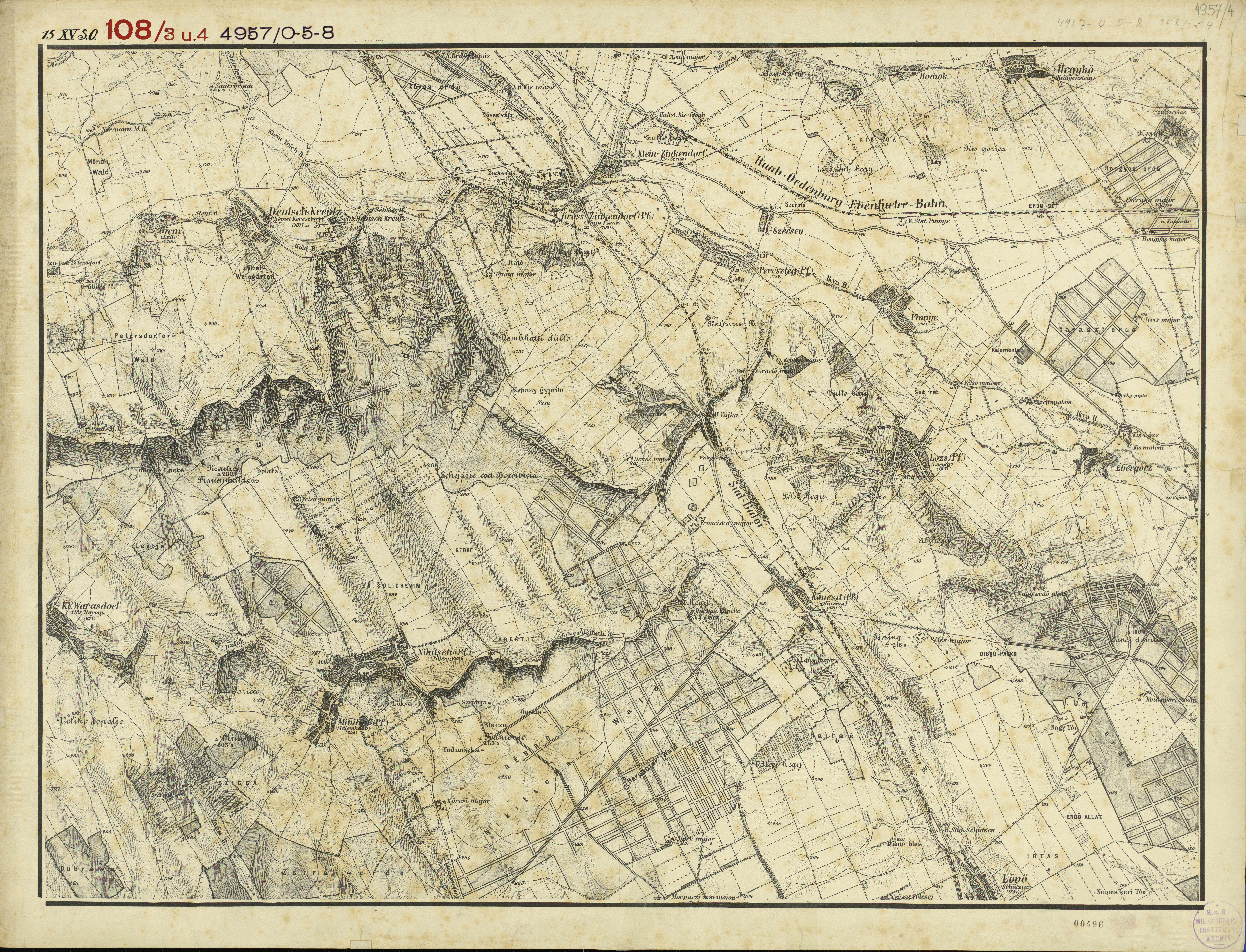
Groß und Klein Zinkendorf (Mitte oben) um 1873 (Aufnahmeblatt der Landesaufnahme)

- István Bérczi (1945–2021), Turner